# Луза (город)
Лу́за — город в Приволжском федеральном округе РФ, административный центр Лузского района Кировской области и Лузского городского поселения. Одноимённая железнодорожная станция (1899).
Население — 9122 чел. (2021).

## Физико-географическое положение
Город расположен в северо-западной части Кировской области, на правом берегу реки Лузы (притоке реки Юг), в ~302 км от областного центра города Кирова, в ~73 км от Великого Устюга Вологодской области и в ~965 км от столицы России — Москвы.
Через город проходят автомобильные дороги на Палему, Лальск, Верхнее Липово и Лычаково, однопутная не электрифицированная железнодорожная линия Киров — Котлас.

## Этимология
Город назван по имени реки Луза. Гидроним связывают с саамским лусс (луз), — «семга»; конечное -а возникло в русском употреблении по согласованию со словом река.

## Палеонтология
В отложениях раннего триасового периода (нижнеиндский подъярус) города Луза обнаружен ископаемый образец темноспондильной амфибии Luzocephalus blomi. Есть также сведения о позвонках Tupilakosaurus sp. из этого же местонахождения.

## История

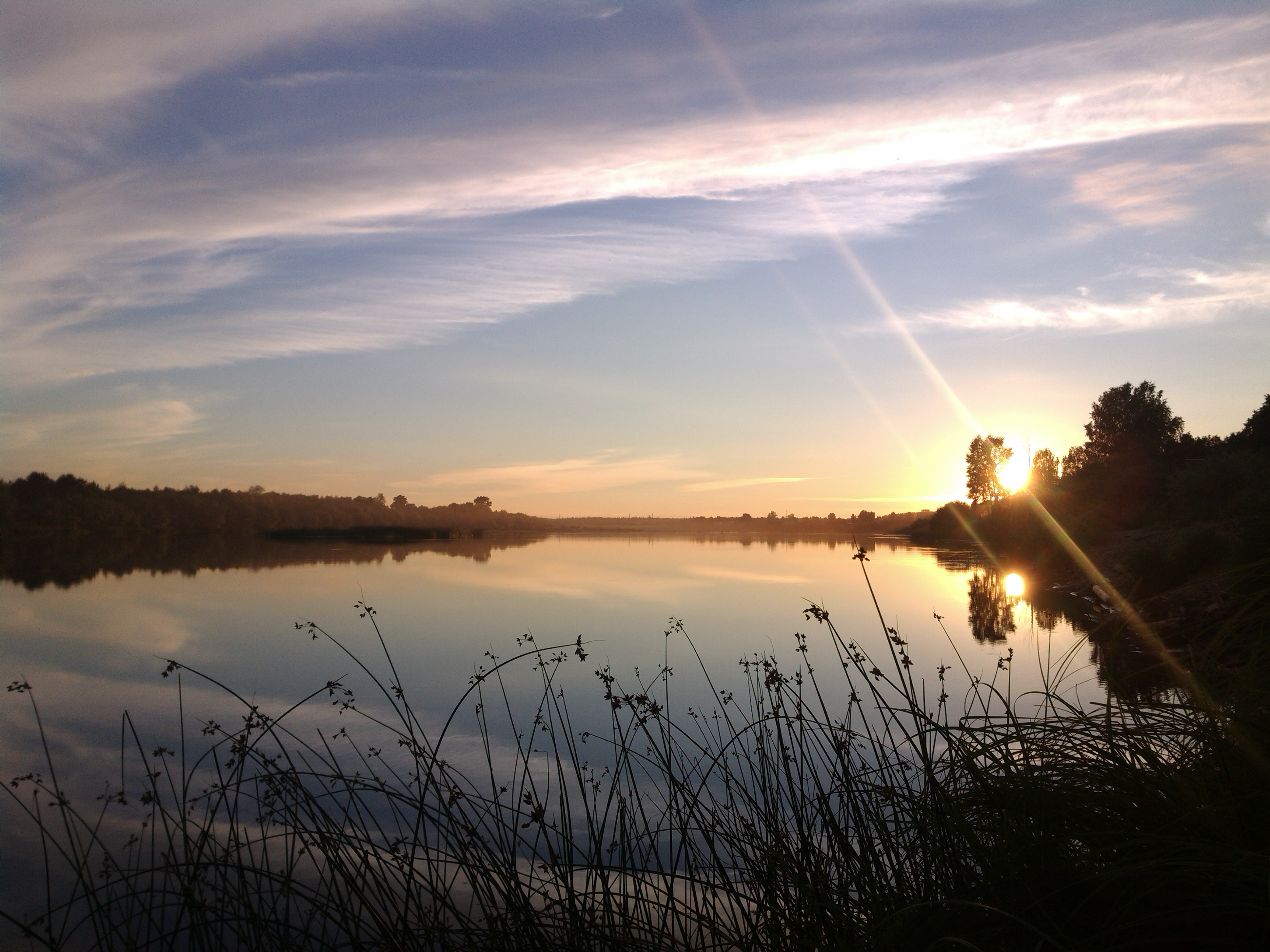
Вид на реку Лузу

Луза возникла в Устюжском уезде на месте поселения XVII века как посёлок вокруг железнодорожной станции, при строительстве в конце XIX века железной дороги Пермь — Вятка — Котлас. Станция Луза Пермь-Котласской железной дороги открыта для пассажиров 1 (13) января 1899 года.
Луза стоит на правом берегу реки Лузы. Положение посёлка как перевалочного пункта лесных грузов с воды на рельсы способствовало развитию деревообрабатывающей промышленности в регионе.
В 1935 году станция получила статус рабочего посёлка, было открыто отделение «Северного краевого автогужтранса», в посёлке появились первые автомобили.
В годы Великой Отечественной войны, с 26 октября 1941 года по 20 декабря 1945 года в посёлке работал военный госпиталь № 3469, эвакуированный в начале войны в Кировскую область из Сталино. В нём прошли лечение 16 177 раненых и больных воинов Красной Армии.
Раненые поступали с Северо-Западного, Волховского и Ленинградского фронтов. Оперировано — 5597 чел. Выписано годных к службе 6309 человек (39 %). Выписано с ограничениями к службе 1779 чел. (11 %). Умерло — 55 чел. (0,3 %).
К декабрю 1942 года был построен лагерь для немецких военнопленных, к концу войны численность пленных составляла 1500 чел.

Сначала там были просто бараки. Пленным выдали плотницкий инструмент, материалы. Они сами делали себе двухэтажные нары, сушилки, сапожную и столярную мастерскую, пекарню, баню, столовую.
Работали они на лесобиржах, лесопристани и в цехах лесозавода. Уводили на работу группами по 20 человек — 1 охранник. Работой руководили советские мастера, как правило, женщины. Мастерам выдавали под расписку пистолеты каждое утро. Оружие, кстати, ни разу не пригодилось.— В. И. Нечаев  «Луза: очерки истории...» .
Лагерь был расположен в трудовом поселке «Новый путь». Нормы питания немецких военнопленных были такими же, как и у своих рабочих: тяжелая работа (погрузка вагонов) — 1 кг хлеба, обычная работа — 600 грамм и трёхразовое горячее питание. Пленные работали в основном на погрузке-разгрузке и лесозаготовках. В холодное время им выдавались фуфайки, валенки и полушубки. В лагере работал медицинский пункт. Немецкого кладбища в Лузском районе нет, данных об умерших или погибших в лузском лагере военнопленных до настоящего времени не обнаружено.
До 22 марта 1941 года посёлок относился к Лальскому району Архангельской области. Статус города с 1944 года. Статус районного центра — с 1 февраля 1963 года.
В 1959 году в городе было открыто регулярное автобусное движение, организованы пригородные и межобластные маршруты, налажено регулярное сообщение с Великим Устюгом и всеми крупными населенными пунктами района.
В советское время город развивался как крупный промышленный центр Кировской области по лесозаготовке и деревообработке. В 1940 году был образован трест «Лузатранслес».
Распоряжением Правительства РФ от 29 июля 2014 года № 1398-р «Об утверждении перечня моногородов» город включён в категорию «Монопрофильные муниципальные образования Российской Федерации (моногорода) с наиболее сложным социально-экономическим положением». Решение о включении города в список было принято из-за банкротства и последующего закрытия основного предприятия города в 2008-2009 году. В 2014 году в городе была начата реализация крупного инвестиционного проекта - завода по изготовлению клееной балки, домокомплектов из клееного бруса  . К 2021 году данный завод ГК "Хольц Хаус" стал крупнейшим работодателем в городе, а также крупнейшим производителем домов из клееного бруса на территории Российской Федерации. Открытие новых производств позволило изменить напряжённую социально-экономическую обстановку в регионе, в городе начали возводиться уникальные для России социальные объекты, такие как ФОК по технологии фахверк.

## Население
| 1924    | 1939    | 1959    | 1970    | 1979    | 1989    | 1992    | 1993    | 1996    |
| ------- | ------- | ------- | ------- | ------- | ------- | ------- | ------- | ------- |
| 414     | ↗6700   | ↗13 181 | ↗14 033 | ↘14 004 | ↘13 706 | ↘13 600 | ↗13 700 | ↘13 400 |
| 1998    | 2000    | 2001    | 2002    | 2003    | 2005    | 2006    | 2007    | 2008    |
| ↘13 100 | ↘12 700 | ↘12 500 | ↘12 311 | ↘12 300 | ↘11 900 | ↘11 700 | ↘11 400 | ↘11 200 |
| 2009    | 2010    | 2011    | 2012    | 2013    | 2014    | 2015    | 2016    | 2017    |
| ↘11 095 | ↗11 260 | ↗11 300 | ↘10 974 | ↘10 813 | ↘10 693 | ↘10 529 | ↘10 461 | ↘10 359 |
| 2018    | 2019    | 2020    | 2021    |         |         |         |         |         |
| ↘10 232 | ↘10 015 | ↘9853   | ↘9122   |         |         |         |         |         |

На 1 января 2025 года по численности населения город находился на 959-м месте из 1124 городов Российской Федерации.

## Достопримечательности
На городском кладбище Лузы находится объект культурного наследия народов Российской Федерации, памятник истории регионального значения — братское кладбище советских воинов, умерших от ран в эвакогоспиталях в годы Великой Отечественной войны 1941—1945 гг.

## Эфирное вещание
В городе возможен приём эфирных теле- и радиоканалов цифрового телевидения и радиовещания:

### Телевидение
В настоящее время в городе и районе транслируется 20 каналов 2-х мультиплексов РТРС-1 и РТРС-2 бесплатного цифрового телевидения. 15 апреля 2019 года планируется отключение эфирного аналогового вещания в Лузском районе.

### Радиовещание
| Название станции | FM/УКВ | Частота МГц |
| ---------------- | ------ | ----------- |
| Радио России     | УКВ    | 66,86       |
| Трансмит         | FM     | 100,10      |
| Европа Плюс      | FM     | 103,00      |
| Русское радио    | FM     | 103,50      |
| Радио России     | FM     | 105,20      |
| Радио России     | FM     | 106,20      |
| Радио Дача       | FM     | 107,80      |

## Статьи и публикации
- Носкова В. Б. Город Луза // Archidesignfrom.ru : новостной портал города Кирова. — 2010.